# Aktion 24
Aktion 24 è il nome con il quale è nota un'azione aerea suicida pianificata dalla Luftwaffe nell'aprile 1945. L'azione non fu mai eseguita, poiché gli aerei furono distrutti prima dell'inizio della missione.

## La pianificazione
L'operazione Aktion 24 aveva lo scopo di distruggere alcuni ponti ferroviari sul fiume Vistola, in Polonia, in modo da ostacolare i rifornimenti dell'Armata Rossa e rallentarne l'avanzata. Per questa missione, si decise di modificare quattro idrovolanti del tipo Dornier Do 24T, che avrebbero dovuto colpire altrettanti ponti in varie località: Varsavia, Toruń, Dęblin e Dunjawec (presso Cracovia).
Gli aerei avrebbero dovuto essere portati in volo e fatti ammarare nei pressi dell'obiettivo. Poi, era previsto che i piloti abbandonassero il velivolo e si dirigessero verso le rive del fiume utilizzando un piccolo canotto, mentre l'aereo-bomba sarebbe stato diretto flottando da un pilota per operazioni speciali (Selbstopfer) verso l'obiettivo. Lo scopo era colpire i piloni di sostegno del ponte, in modo che l'esplosione li distruggesse e provocasse il collasso dell'intera struttura.

## La missione
La missione però non fu mai iniziata. Infatti, prima dell'inizio dell'operazione, un raid di B-24 Liberator sull'aeroporto di Reichlin distrusse tre dei quattro aerei. Il Feldwebel Hildebrandt provò a far rollare l'aereo rimasto da una zona segreta del lago Müritz, ma fu avvistato da P-51 Mustang del 354º Squadrone Caccia. Il velivolo fu colpito ed affondò nel lago. Nel 1991, un Do 24T venne recuperato incompleto proprio nel Müritz, ed è oggi esposto presso il Technikmuseum Speyer. Probabilmente si tratta proprio dell'aereo di Hildebrandt.